# 2point0
2point0, anteriormente conocido como 2.0, 3.0 y Ever-Rise, es un equipo canadiense de lucha libre profesional originario de Châteauguay, Quebec, formado por Scott «Jagged» Parker (nacido Jeffrey «Jeff» Parker el 20 de marzo de 1983) y Shane «Big Magic» Matthews (nacido como Matthew «Matt» Lee el 7 de diciembre de 1983), que actualmente trabaja para All Elite Wrestling (AEW), como miembros de «The Jericho Appreciation Society».
El equipo es más conocido por trabajar para Chikara e International Wrestling Syndicate (IWS), pero también ha hecho apariciones para varias otras promociones independientes, incluyendo WWE, Ring of Honor (ROH), Combat Zone Wrestling (CZW), Pro Wrestling Guerrilla (PWG) y Independent Wrestling Association Mid-South (IWA-MS). Entre sus logros, han sido Campeones de Parejas de Chikara dos veces, así como Campeones en Parejas de IWS dos veces.

## Historia

### Ring of Honor (2012, 2013)
El 6 de octubre de 2012, 3.0 hizo su debut en Ring of Honor (ROH) en un esfuerzo perdedor contra los Bravado Brothers. El 17 de julio de 2013, ROH anunció que 3.0 volvería a la promoción el 27 de julio.

### WWE (2016-2021)

#### Apariciones esporádicas (2016, 2018)
El 27 de abril de 2016, 3.0, acreditados con sus nombres reales de Jeff Parker y Matt Lee, hicieron su debut para la rama de desarrollo de la WWE, NXT, perdiendo ante The Revival (Dash Wilder & Scott Dawson). El 29 de septiembre, Parker y Lee formaron parte de un grupo de unos 40 luchadores invitados a una prueba en el WWE Performance Center.
3.0 hizo una aparición como jobbers interpretando a dos competidores locales francocanadienses llamados Jean-Paul y François en el episodio del 30 de abril de 2018 de Raw, perdiendo ante The Authors of Pain.

#### NXT (2019-2021)
El 22 de enero de 2019, se filtró que 3.0 había firmado un contrato con WWE. El 11 de febrero de 2019, la WWE anunció que Parker y Lee eran parte de los reclutas recién contratados en el WWE Performance Center en Orlando, Florida. El equipo 3.0 apareció en house shows de NXT en Florida, desde su debut en Venice, Florida, el 8 de marzo de 2019. El 1 de mayo de 2019, el equipo 3.0 participó en un dark match antes de la grabación de NXT en la Universidad Full Sail. Los miembros de 3.0 fueron rebautizados como Chase Parker y Matt Martel en el episodio del 4 de septiembre de 2019 de NXT, siendo derrotados por Tyler Breeze y Fandango. En el episodio del 25 de septiembre de NXT, el dúo, ahora apodado Ever-Rise, enfrentó a Oney Lorcan y Danny Burch, siendo derrotados, y nuevamente a Rinku Singh y Saurav Gurjar. El 22 de mayo de 2020, hicieron su debut en 205 Live perdiendo una vez más ante Lorcan y Burch. Ever-Rise obtuvo su primera victoria en la WWE en el episodio del 12 de junio de 205 Live cuando derrotaron a Leon Ruff y Adrian Alanis, estableciéndose como heels en el proceso.
El 25 de junio de 2021, se informó que fueron liberados de su contrato con la WWE.

### All Elite Wrestling (2021-presente)
El 4 de agosto de 2021, 2.0 debutaron en All Elite Wrestling en Homecoming formando equipo con Daniel García donde cayeron derrotados por Jon Moxley, Eddie Kingston y Darby Allin. El 10 de agosto en Dark, 2.0 derrotó a Adrian Alanis y Liam Gray obteniendo su primera victoria. El 18 de agosto en el episodio de Dynamite, 2.0 se enfrentó a Darby Allin y Sting en un Texas Tornado Match donde ambos fueron derrotados. Al día siguiente, el 19 de agosto, se anunció que 2.0 había firmado oficialmente con AEW, convirtiéndolos en miembros de tiempo completo del roster de AEW.

## En lucha
- Movimientos finales en equipo
  - Como 2.0 / 3.0

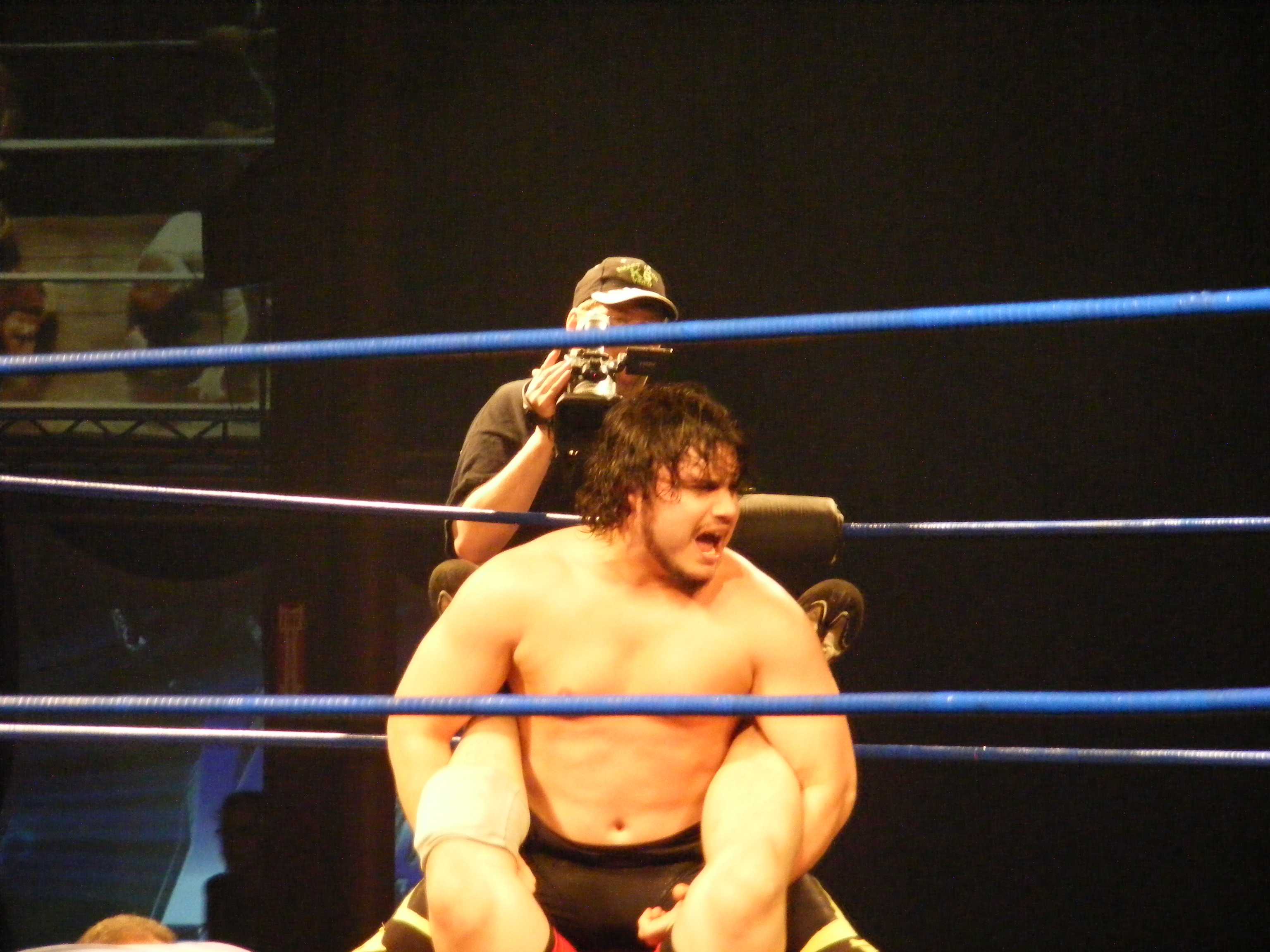
Shane Matthews aplicando un Boston crab a Tim Donst.

    - Sweet Taste o' Professionalism (Combinación de wheelbarrow facebuster (Matthews) / double knee gutbuster (Jagged/Parker))[21][22][23][24]

  - Como The Badd Boyz
    - Badd Decapitation (Combinación de backbreaker hold (Brad) / diving elbow drop (Chad))[25]
- Movimientos de firma en equipo
  - Double double underhook DDT[26]
  - Double STO[26]
  - Flapjack de Jagged/Parker seguido de un spear de Matthews[26]
  - Combinación de Samoan drop (Matthews) / diving neckbreaker (Jagged/Parker)[27]
- Apodos
  - "Jagged" (Scott Parker)[28]
  - "The Hot Property" (Shane Matthews)[29]
  - "Big Magic" (Shane Matthews)[30]
  - "The Most Professional Tag Team in Wrestling"[31]
  - "The Sultans of Smirk"[32]

## Campeonatos y logros
- Chikara

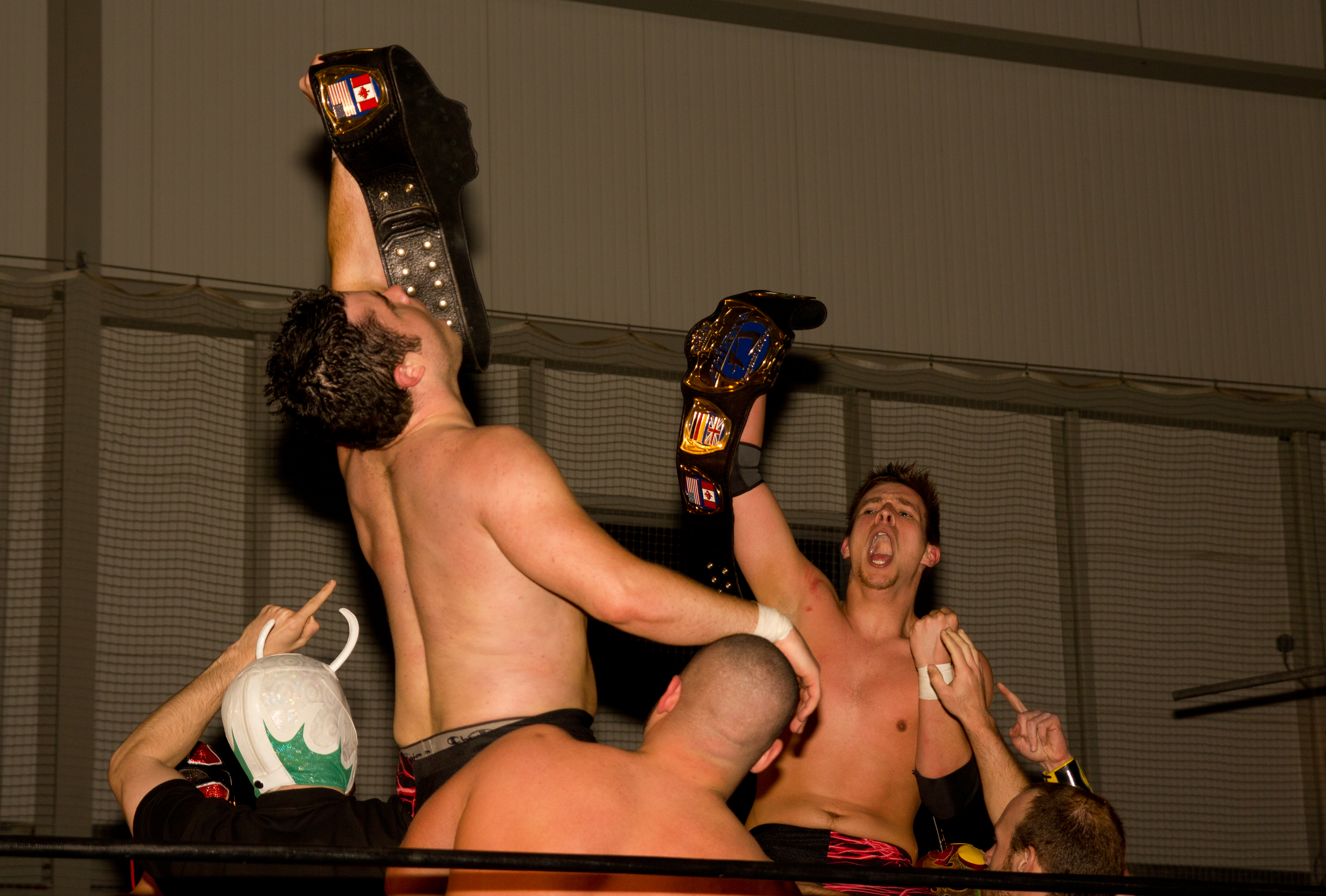
Matthews y Parker con los Chikara Campeonatos de Parejas.

  - Chikara Campeonatos de Parejas (2 veces)[33]

- Combat Revolution Wrestling
  - CRW Tag Team Championship (1 vez)[34]

- International Wrestling Syndicate
  - IWS Canadian Championship (2 veces) - Parker[35][36]
  - IWS World Heavyweight Championship (2 veces) - Parker (1) y Big Magic (1)[37]
  - IWS World Tag Team Championship (2 veces)[35][36]

- North Shore Pro Wrestling
  - NSPW Tag Team Championship (1 vez)[38]

- Northern Championship Wrestling
  - NCW Tag Team Championship (2 veces)[39]

- Pro Wrestling Illustrated
  - Situó a Matthews No. 266 de los 500 mejores luchadores individuales en el PWI 500 en 2013[40]
  - Situó a Parker No. 277 de los 500 mejores luchadores individuales en el PWI 500 en 2013[40]

- Wrestling is Awesome
  - WiA Heavyweight Championship (1 vez) - Parker[41]
  - WiA Heavyweight Championship Tournament (2013) - Parker[41]
- Wrestling Observer Newsletter
  - Lucha de 5 estrellas (2022) con Chris Jericho, Jake Hager & Daniel Garcia vs. The Blackpool Combat Club (Bryan Danielson & Jon Moxley), Eddie Kingston, Santana & Ortiz en Double or Nothing el 29 de mayo